# Катков, Михаил Никифорович
Михаи́л Ники́форович Катко́в (1 [13] ноября 1818 или 6 [18] ноября 1817, Москва[…] — 20 июля [1 августа] 1887[…], Знаменское-Садки, Подольский уезд, Московская губерния, Российская империя) — русский публицист, издатель, литературный критик, влиятельный сторонник консервативных взглядов, идеолог национализма. Редактор газеты «Московские ведомости», основоположник русской политической журналистики. В своих изданиях обеспечивал идеологическую поддержку контрреформам Александра III. Тайный советник (1882).

## Биография
Отец, Никифор Васильевич (ум. 1823), — титулярный советник, выслуживший личное дворянство; мать, Варвара Акимовна, — дворянка, урождённая Тулаева (1778—1850). Т. П. Пассек даёт ей следующее описание: «Варвара Акимовна была женщина умная, добрая, самостоятельного характера и образованная. Она сама дельно воспитывала своего сына и давала ему первые уроки из русского, французского языка и арифметики. Ребёнок учился хорошо. В умных чертах маленького мальчика меня поражали глаза его, — бледно-голубые, до крайности прозрачные, временами точно с изумрудным отливом и со взором до того как бы погруженным внутрь самого себя, что не знаешь, что в нём таится».
Катков учился в Преображенском сиротском училище, 1-й Московской гимназии и в частном пансионе М. Г. Павлова. В 1834—1835 годах он обучался на словесном отделении, а после его преобразования — на 1-м (историко-филологическом) отделении философского факультета Московского университета; вместе с ним здесь учились Дмитрий Каменский, Дмитрий Кодзоков, Фёдор Буслаев, Юрий Самарин, Николай Ригельман. В 1837 году примкнул к кружку Н. В. Станкевича. Университетский курс окончил с отличием в 1838 году.
Дебютировал в печати в 1838 году, опубликовав в журнале «Московский наблюдатель» перевод статьи Г. Т. Рётшера «О философской критике художественного произведения» со своей вступительной статьёй и стихотворный перевод сцен из трагедии У. Шекспира «Ромео и Джульетта».
В 1839 году переехал в Санкт-Петербург, где сотрудничал в журнале «Отечественные записки». В 1840 году расходится во взглядах с В. Г. Белинским, ссорится с М. А. Бакуниным; назначенная дуэль была перенесена в Берлин, но стараниями П. В. Анненкова конфликт был улажен. По словам Белинского, «пребывание Каткова в Питере дало сильный толчок движению моего сознания; его взгляды на многое — право, мне кажется, что они мне больше дали, чем ему самому». Становится англоманом и конституционалистом.
Совершил поездку в Бельгию и Францию. Слушал лекции в Берлинском университете. Был увлечён философией Ф. Шеллинга и был принят в доме немецкого философа. По возвращении в Россию (1843) сблизился с кругами славянофилов.
Некоторое время был репетитором и воспитателем детей знатных русских фамилий. После защиты магистерской диссертации «Об элементах и формах славяно-русского языка», определён адъюнктом на кафедре философии Московского университета. С 1845/46 учебного года стал читать на втором курсе 1-го отделения философского факультета логику, со следующего года на первом курсе ещё и психологию, а затем и историю философии. Логику он преподавал также и на юридическом факультете. В связи с новыми правилами, по которым преподавание логики и опытной психологии было возложено на профессоров богословия, а кафедры философии в российских университетах были ликвидированы с 1850 года, он был вынужден оставить университет и преподавательскую деятельность. В 1851 году он получил место редактора университетской газеты и должность чиновника по особым поручениям при Министерстве народного просвещения. В это время он издал «Очерки древнейшего периода греческой философии» (1851, 1853; отдельное издание — 1853).
Оставив «Московские ведомости» (1856), стал редактором журнала «Русский вестник». Во время поездки в Англию (1859) встречался с А. И. Герценом. Вначале Катков занимался только редакторской организаторской работой и не собирался лично участвовать в обсуждении политических вопросов на страницах журнала «Русский вестник», но наступившая эпоха «великих реформ» побудила его лично ответить на вызов времени в специальном приложении к журналу, газете «Современная летопись». С началом преобразований Александра II даже самый характер Каткова решительно переменился. Многие из его друзей и знакомых его просто не могли узнать:

«В шестидесятые годы Катков был уже не тот человек, каким мы его знали прежде, задумчивый, привыкший более слушать, чем говорить, лишь изредка принимавший горячее участие в беседе; теперь охватил его пламенный интерес к перевороту, совершавшемуся в России…» — (Евгений Феоктистов, «За кулисами политики и литературы»)

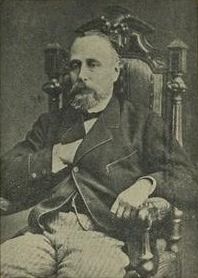

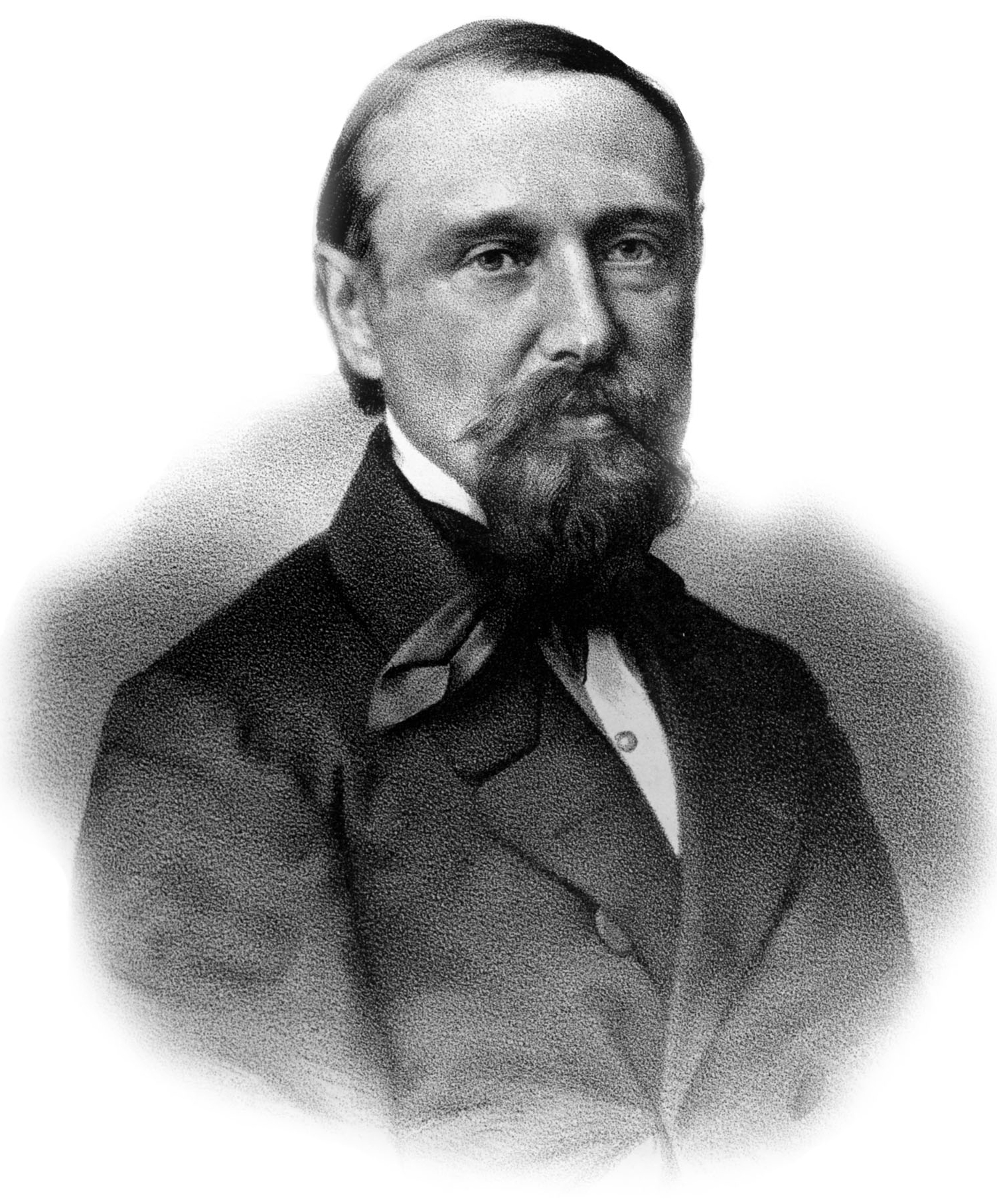
М. Н. Катков, 1869.

В результате таких перемен в характере и стиле деятельности, в 1860-е годы Михаил Катков стал чрезвычайно влиятельным публицистом и политиком, одним из вождей «русской партии». Был инициатором реформ в сфере просвещения, в частности, нацеленных на утверждение так называемого «классического» образования (с преподаванием древних языков и главным образом гуманитарных предметов). С июня 1863 года — почётный член Московского университета. В 1863—1865 годах был гласным Московской городской думы.

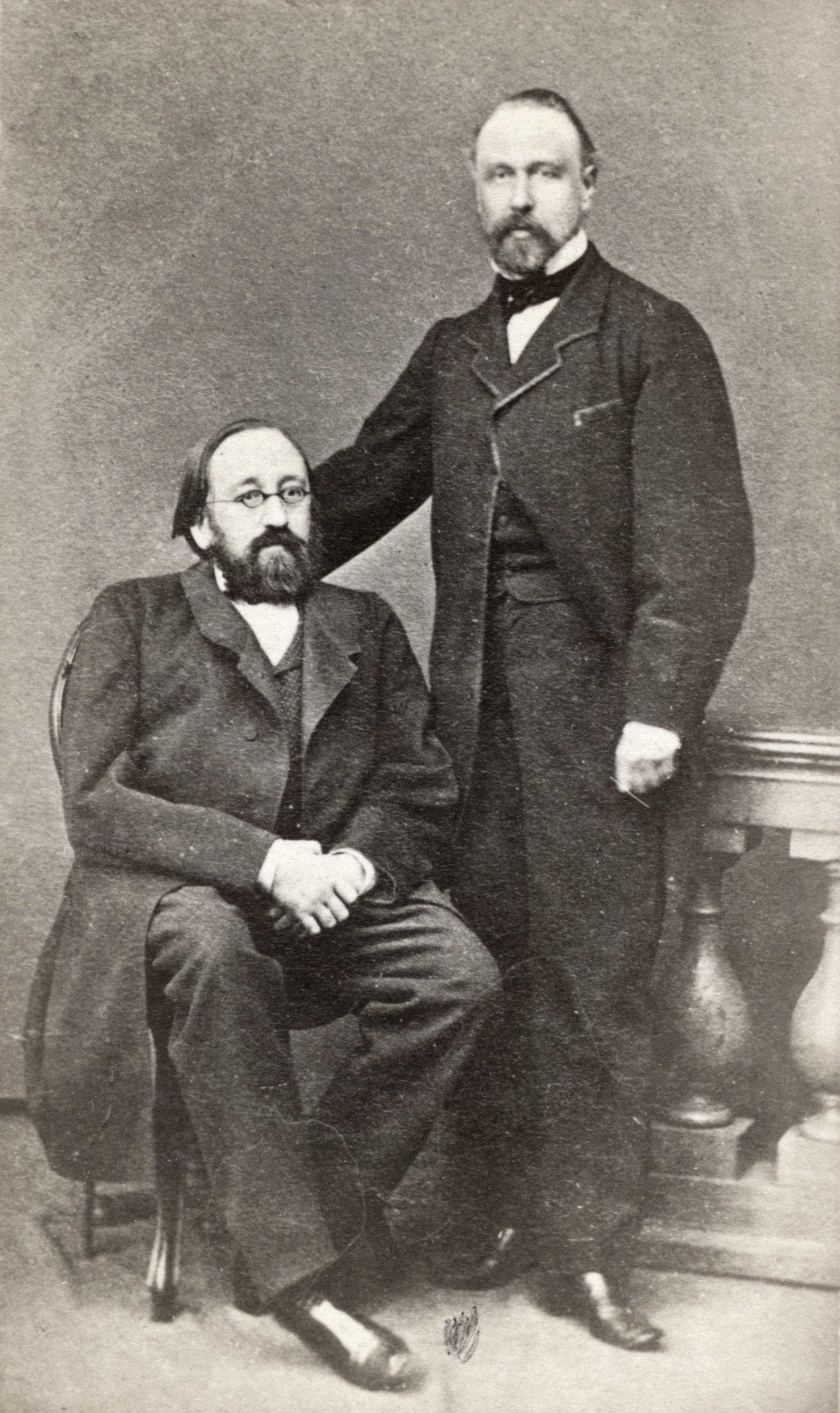
П. М. Леонтьев и М. Н. Катков

С 1863 года, вместе с П. М. Леонтьевым — редактор-арендатор газеты «Московские ведомости»; с 1875 года — единолично, определяя консервативно-оппозиционную ориентацию газеты по отношению к реформам Александра II. Год от года катковские «Московские ведомости» прибавляли известности, влияния и одновременно — тиража, пока не сделались (к концу царствования Александра II) едва ли не самой тиражной из частных российских газет. Одновременно это привело и коммерческому успеху издания. Широкую известность катковской газеты саркастически изобразил её непримиримый оппонент, Салтыков-Щедрин, который в своей знаменитой сказке о двух генералах рисует необитаемый остров, где, однако, под кустом почти сразу обнаружился «старый нумер „Московских ведомостей“».
Катков состоял на государственной службе c 1846 года, в 1856 году он получил чин статского советника и вышел в отставку. В 1868 году Катков совместно с П. М. Леонтьевым учредил в Москве лицей в память цесаревича Николая, умершего в 1865 году; 12 мая 1869 года императором Александром II был издан указ, согласно которому августейшее покровительство над лицеем возлагалось на цесаревича Александра Александровича, а лицей по своим правам приравнивался к классическим правительственным гимназиям. Катков как основатель лицея и член его правления с даты издания указа был зачислен на государственную службу, а в 1875 году стал директором лицея и оставался на этой должности до конца жизни. Неофициально лицей именовался Катковским.
В январе 1882 года, через несколько месяцев после восшествия на престол Александра III, статус Каткова значительно возрос — он получил чин тайного советника. Благоволение Александра III также выразилось в пожаловании Каткову орденов Св. Анны 1-й степени (1883) и Св. Владимира 2-й степени (1886).
После прихода к власти Александра III и группы консерваторов, близких ему по духу, Катков получает в руки довольно серьёзные рычаги влияния на государственную политику. Он лично и руководимые им «Московские ведомости» постоянно ведут критику действий правительства «справа» и проводят ряд националистических акций по устранению «инородцев» из состава кабинета министров. Наряду с Победоносцевым Катков стал ведущим идеологом контрреформ. Первейшими врагами Каткова в середине 1880-х годов становятся министр иностранных дел Н. К. Гирс и министр финансов Н. Х. Бунге. При всякой личной встрече с государем, и тем более в печати Катков постоянно обвинял Гирса в западничестве, чрезмерной уступчивости перед нажимом Германии и Австро-Венгрии, и говорил, что благодаря усилиям Гирса существует не русское Министерство иностранных дел, а «Министерство иностранных дел в России». Эта остроумная фраза была подхвачена и тиражирована даже сторонниками Гирса.
После провала политики России в Болгарии в 1885—1886 годах требования отставки Гирса и назначения подлинно «русского министра» (на эту роль тогда предполагался глава Азиатского департамента И. А. Зиновьев) стали особенно непримиримыми. Всякая неудача российской внешней политики немедленно обращалась Катковым «в пользу» борьбы за отставку «иностранного министра». Однако если в наступлении на министерство финансов консерваторам удалось добиться успеха (под их давлением Бунге был заменён их собственным выдвиженцем И. А. Вышнеградским), то попытка повлиять на руководство внешней политикой в конце концов вызвала раздражение и гнев Александра III. В марте 1887 года, выведенный из себя очередной разгромной статьёй «Московских ведомостей», он распорядился (через того же Феоктистова) сделать им «официальное предостережение». Впрочем, благодаря влиятельным сторонникам Каткова в правящих кругах конфликт с государем был приглушён, но и кампания против Николая Гирса также не достигла своей цели. В результате своей агрессивности, жёсткости и нетерпимости в любых вопросах, будь то гимназическая реформа или судебная система, Катков нажил себе гораздо больше врагов, чем друзей, хотя и те, и другие признавали его силу.

В последние дни своей жизни, в мае 1887 года, оказался (временно) скомпрометирован в глазах императора Александра III из-за клеветнически приписанного ему авторства письма президенту Палаты депутатов Франции Шарлю Флокэ (Charles Floquet); в своих письмах близкому к царю обер-прокурору Святейшего Синода К. П. Победоносцеву сам Катков высказывал мысль, что «автором этой мерзости был Катакази» (ранее посланник России в США). В последующем своём письме Победоносцеву Катков, для сведения императора, писал: 
От самого начала моей общественной деятельности, я ни к какой партии не принадлежал и никакой партии не формировал, не находился в солидарности ни с кем. Моя газета не была органом так называемого общественного мнения и я большею частью шёл против течения; газета моя была исключительно моим органом. <…> Ни с кем, ни в какой солидарности не находясь, я свято блюл свою независимость. Высказывал только то, что считал, по своему убеждению и разумению, полезным безо всякого лицеприятия или пристрастия. <…> Графу [Д. А.] Толстому Его Величество указал на некоторых лиц, которые компрометируют меня своею ко мне близостью. Только теперь, в эти последние дни, я узнал от лиц, заслуживающих полного доверия, что именно Богданович везде и при всяком случае выдавал себя моим другом, единомышленником, сотрудником и даже будто бы он ездил в Париж по моему поручению. <…> свидетельствую моею честию, что я ни в какой интимности с этим человеком не был <…>.
Из опубликованных писем Победоносцева Александру III видно, что обер-прокурор стремился изобличить клеветнический характер возводимых на Каткова обвинений, говоря в письме, в частности: «Катков удостоверяет, что ничто подобное не только не происходило, но и в мысль не входило ему; и весть, о том пущенную, он может приписать только злонамеренной клевете <…> Каткову можно поверить, что он не стал бы отпираться от своих действий».
В письме от 30 июля 1887 года Александр III писал Победоносцеву: «Я получил оба ваши письма о Пашкове и другое по поводу клеветы, возведённой на покойного Каткова. <…> Что Катакази скот, это я давно знал, но чтобы он был таким мошенником и плутом, я, признаюсь, не ожидал».
Скончался 20 июля 1887 года в своём имении Знаменское-Садки. Столичная официозная газета «Санкт-Петербургские ведомости» на следующий день писала: «Утрата, какую несёт Россия, неоценима; она теряет не только первоклассного журналиста, создавшего политическое значение русской печати, но и центральный ум, который в критические минуты собирал вокруг себя здоровое общественное мнение и указывал ему прямой путь».
В тот же день Александр III послал вдове Каткова Софье Петровне телеграмму, которая была напечатана в «Московских ведомостях», а также некоторых иных газетах:
Вместе со всеми истинно русскими людьми глубоко скорблю о вашей и Нашей утрате. Сильное слово покойного мужа вашего, одушевлённое горячею любовью к отечеству, возбуждало русское чувство и укрепляло здравую мысль в смутные времена. Россия не забудет его заслуги, и все соединяются с Вами в единодушной молитве об упокоении души его.
23 июля тело Михаила Никифоровича было на руках перенесено из села Знаменского-Садков в Москву; гроб поставлен в церкви основанного им Лицея Цесаревича Николая. Отпевание было совершено там же 25 июля митрополитом Московским Иоанникием (Рудневым) в сослужении многочисленного духовенства; присутствовали князь В. А. Долгоруков, министр народного просвещения И. Д. Делянов, гражданский генерал-губернатор князь В. М. Голицын и другие; процессия проследовала мимо редакции «Московских ведомостей» к церкви Алексеевского монастыря в Красном Селе, где прах покойного был предан земле (кладбище было уничтожено в 1930-е, могила не сохранилась).

## Воззрения
Катков выступал за сильное государство («великую державу»), полагая, что «слабое государство, не способное ни обороняться, ни управляться, не жалеют, а презирают и добивают». При этом он считал, что России нет необходимости расширять свои границы и включать в свой состав новые славянские территории, ибо страна и так обширна. Вместе с тем, государство должно защищать не только свои границы, но и интересы, поскольку оно представляет собой «живую индивидуальность». Панславизм Катков считал утопией, опасной не только для Австрии, но и для России («Идеология охранительства»).
В своих политических взглядах Катков стал прямым последователем идей Уварова, сформулировавшего знаменитую в тот период «теорию официальной народности». Михаил Никифорович выступал против различного рода моделей разделения властей, не признавал идею «многовластия» в государстве. Монархист в своих воззрениях, Катков видел единственно возможной формой правления в России самодержавие. Он полагал, что любое рассредоточение государственной власти приводит к краху в конечном счёте самого государства, которое становится таковым именно за счёт концентрации власти. В связи с этим, Катков выступал против идей парламентаризма и ограничения императорской власти конституцией. Более того, он негативно отзывался даже о правительстве как отдельном органе исполнительной власти во главе с министрами. Так, Катков критиковал реформы Александра II, считая их министерским произволом.
Также Катков известен своей критикой «моды» на либерализм, который жертвует «священными интересами Отечества», ослабляя «порядок и законность». Поэтому он считал неприемлемым любое попустительство мятежу («мятеж везде мятеж, где бы он ни вспыхнул»), имея в виду Польское восстание 1863 года. Носителем этого либерализма является «растленная» интеллигенция, «имеющая своё сосредоточие в Петербурге».
Особенной критике Катков подвергает Герцена за «сатурналию полумыслей» и «мозгобесие», которое изливается на страницах лондонского «Колокола». Катков отвергает нигилизм Герцена, который отрицает все «основы человеческого общежития — религию, государство, собственность, семейство».
Разделение на консерваторов и либералов Катков считал отвлечённым. Он утверждал необходимость в России единой «национальной партии». Катков даже находит положительно-национальное значение у таких революционеров своего времени как Мадзини и Кошут. Однако он резко обличал «вождя русской революционной партии» Бакунина за «ненависть к всероссийскому государству» и почитал того за «отъявленного врага своего Отечества».
Катков был сторонником умеренной веротерпимости, полагая, что преследование католиков и раскольников лишь усиливает их фанатизм и неприятие Российского государства. Он предлагал положить конец польскому владычеству в российском католицизме за счёт приглашения чешских ксендзов, а лекарством против Раскола было единоверчество. В основе подхода Каткова разделение свободы и власти. Можно предоставить свободу иноверцам («что предоставляется свободе, то не должно быть обязательно»), но не следует давать им власть.
Относительно реформы образования Катков полагал, что для исключения произвола в чтении лекционных курсов необходимо сформулировать государственный стандарт и создать отделённые от лекторов «экзаменационные комиссии». Университет он противопоставлял школе, где изучают не науки, а воспитывают ум на основе классического образования (с изучением «древнеклассических языков»). Школа воспитывает детей в возрасте от 10 до 17 лет по 24 часа в неделю, причём, по мнению Каткова, важно не загромождать ум «хламом», а концентрироваться на древних языках (до 16 часов в неделю).
В философии искусства Катков отрицает противоположность между истиной и красотой (изящество, художественность), видя в последней лишь «свойство» знания. Целью искусства он называл «творческое воспроизведение действительности в сознании», а движущей силой — вдохновение, в котором запечатлевается не только субъективный дух художника, но также «дух своего народа» и «дух своего времени». Тайна искусства заключается в «чарующем соединении бесконечной особенности» с «общим, существенным значением» («Искусство и художественная литература»).

## Литературная деятельность

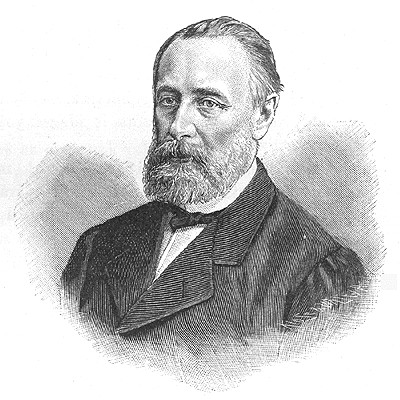
Михаил Катков, 1870-е годы

Катков дебютировал в печати переводами в 1838 году. С 1839 года по 1840 год помещал переводы Генриха Гейне, И. В. Гёте, Ф. Рюккерта, Ф. Купера в «Отечественных записках» и вёл в журнале библиографический отдел. Позднее из Берлина посылал статьи о немецкой литературе и лекциях Шеллинга (1841). Привлёк к участию в газете «Московские ведомости» Т. Н. Грановского, С. М. Соловьёва и помещал в ней свои статьи. Редактируемый им «Русский вестник» был одним из ведущих литературных и общественно-политических журналов во второй половине 1850-х — 1860-х годов.
Программное значение имела статья Каткова «Пушкин» (1856). К другим важным выступлениям относят статьи о русской сельской общине (обнаружившие расхождения со славянофилами; 1857—1858), также статьи о «выборном начале», опирающиеся на знакомство с общественным строем Англии (1860), серия полемических выступлений против журнала «Современник» (1861).
В «Русском вестнике» публиковались «Губернские очерки» М. Е. Салтыкова-Щедрина (1856—1857), произведения П. И. Мельникова-Печерского, Марко Вовчок, С. Т. Аксакова, И. А. Гончарова, В. С. Курочкина, А. Н. Майкова, М. Л. Михайлова, А. Н. Плещеева, А. А. Фета, Ф. И. Тютчева, исследования Ф. И. Буслаева, Я. К. Грота, И. Е. Забелина, И. К. Бабста, М. Н. Лонгинова, С. М. Соловьёва и других историков и филологов. И. С. Тургенев публиковал в журнале Каткова романы «Накануне» (1860), «Отцы и дети» (1862), «Дым» (1867) и другие произведения. В журнале печатались «Казаки» (1863), «Война и мир» (1865—1869), «Анна Каренина» (1875—1877) Л. Н. Толстого и почти все романы Ф. М. Достоевского. Н. С. Лесков опубликовал в «Русском вестнике» повести «Запечатленный ангел», «Соборяне», часть семейной хроники «Захудалый род» (1874).
Общественно-политический отдел «Русского вестника» под названием «Современная летопись» был преобразован в самостоятельное еженедельное издание, также руководимым Катковым: в 1862 году в аренду Каткову была передана газета «Московские ведомости», в качестве воскресного приложения к которой с 1863 по 1871 год выходила газета «Современная летопись». В «Московских ведомостях» ежедневно печатались передовые статьи Каткова, имевшие значительный резонанс.
Особенно широким резонанс публицистики Каткова был во время польского восстания 1863—1864 годов: Катков настаивал на самом решительном и бескомпромиссном решении «польского вопроса» и сыграл значительную роль в национально-патриотической антипольской мобилизации русской общественности. В критике и публицистике Каткова 1870—1880-х годов отражаются его всё более консервативные воззрения, с решительным неприятием заигрываний с демократическими и либеральными кругами. Философские, общественно-политические и эстетические воззрения Каткова обычно характеризуются как идеалистические и консервативные. К 1882 году была закончена его работа «Идеология охранительства».

### Мнения современников
Публицист и начальник управления по делам печати Евгений Михайлович Феоктистов, начинавший у Каткова в Московских ведомостях и Русском вестнике:

Своими великими заслугами в польском вопросе он завоевал себе положение государственного деятеля без государственной должности; недостаточно было бы сказать, что он являлся выразителем общественного мнения, нет, он создавал общественное мнение, которому приходилось следовать за ним. <…> О Каткове можно сказать, что он был, как выражаются французы, неудобный сожитель. Обладал он натурою деспотическою и в высшей степени страстною, не допускал никаких компромиссов и уступок в ущерб делу, которое близко принимал к сердцу.

А. В. Станкевич, близкий друг юности:

Он был самолюбив и прочно мог терпеть вокруг себя только людей, вполне признававших его авторитет, делавшихся безответными его орудиями и покорными его слугами. Целью его стремлений было удовлетворение его себялюбия и властолюбия.

Консервативный публицист и издатель князь Мещерский:

…у Каткова могут быть свои недостатки, но нельзя отрицать, что он один в печати стоит за сильную Государеву власть, а петербургская печать, наоборот, стоит за ослабление этой власти…

Украинофил Михаил Драгоманов, известный оппонент Каткова:

Вы тысячу раз правы, проводя параллель между г. Катковым и жалкими публицистами второй империи; но вы же говорите, что и в Германии своих Катковых не мало. Вы именно говорите, — столько же, сколько и у нас. Но у нас, собственно — один, относительно более способный и образованный, а в Германии их можно считать, по крайней мере, сотнями: чуть ли не каждый профессор и публицист есть такой же Катков по всем национально-политическим вопросам, а по своему образованию и способностям, многие из них стоят ещё несравненно выше нашего единственного экземпляра. В том-то и состоит, на практике, перевес Германии и над нами и над Францией…

Товарищ Каткова, лидер консервативной части правительства Константин Петрович Победоносцев:

Катков — высокоталантливый журналист, умный, чуткий к истинным русским интересам и к твёрдым охранительным началам. В качестве журналиста он оказал драгоценные услуги России и правительству в трудные времена. Он стал предметом фанатической ненависти у всех врагов порядка и предметом поклонения, авторитетом у многих русских людей, стремящихся к водворению порядка. То и другое — крайность, но то и другое — факт немаловажного политического значения. Факт, с которым приходится считаться.

Вся сила Каткова в нерве журнальной его деятельности, как русского публициста, и притом единственного, потому что всё остальное — мелочь или дрянь, или торговая лавочка.

### Критика
В. И. Ленин в 1912 году писал о Каткове:
Либеральный, сочувствующий английской буржуазии и английской конституции, помещик Катков во время первого демократического подъёма в России (начало 60-х годов XIX века) повернул к национализму, шовинизму и бешеному черносотенству. <…> Катков — Суворин — «веховцы», это всё исторические этапы поворота русской либеральной буржуазии от демократии к защите реакции, к шовинизму и антисемитизму

ЭСБЕ давал такую характеристику его политическим взглядам и линии как редактора:
В отличие от других известных русских публицистов, всю свою жизнь остававшихся верными своим взглядам на общественные и государственные вопросы (Иван Аксаков, Кавелин, Чичерин и др.), Катков много раз изменял свои мнения. В общем он постепенно, на протяжении с лишком 30-летней публицистической деятельности, из умеренного либерала превратился в крайнего консерватора; но и тут последовательности у него не наблюдается.

### Положительные оценки
Современный российский историк Алексей Ильич Миллер:
И вот тех людей, которых интеллигентский дискурс замазал чёрной краской, если не чем-нибудь похуже, надо просто почитать. Надо почитать, что писал Катков о принципах членства в русской нации. Есть очень много рассуждений, под которыми я сегодня готов подписаться.

Русский литератор Владимир Николаевич Ильин.
Если бы не «Русский вестник» Каткова, то Л. Н. Толстому негде было бы печатать ни свои романы, ни свои более мелкие вещи.

## Семья
Катков был женат на княжне Софье Петровне Шаликовой (2.08.1832—1913), дочери литератора Петра Шаликова. Событие это немало изумило окружающих, все знали, что Катков был страстно влюблён в дочь известного московского врача, в красавицу мадемуазель Делоне (впоследствии жену И. М. Балинского), сделал ей предложение, которое было принято, но вскоре, по неясным никому причинам, разорвал помолвку. По словам современника, княжна Шаликова была очень дурна собой, тщедушная, маленького роста, образование её не шло далее уменья болтать по-французски, княжеский её титул ничего не значил и состояния она не имела никакого. По поводу этого странного союза Ф. И. Тютчев говорил: «Что же, вероятно, Катков хотел свой ум посадить на диету». Е. Феоктистов признавался, что никогда не мог сойтись с мадам Катковой; она положительно действовала ему на нервы. «Глупость кроткая, безобидная, пожалуй, примиряет с собой, другое дело глупость с претензиями, которых у Софьи Петровны было очень много и самых нелепых». В браке родились:

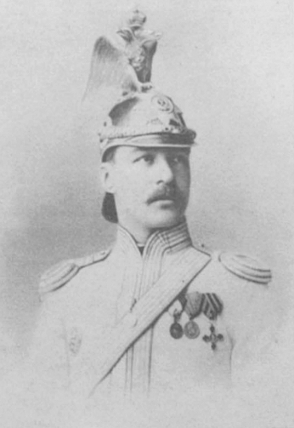
Кавалергард Пётр Катков

- Павел (1856—1930), генерал-майор, в эмиграции во Франции.
- Пётр (1858—1895), окончил лицей Цесаревича Николая и Московский университет со степенью кандидата прав. Юнкером Чугуевского уланского полка участвовал в русско-турецкой войне 1877—1878 годов. Поручик Кавалергардского полка, в 1887 году окончил Военно-юридическую академию. Член правления лицея Цесаревича Николая, с 1893 года — чиновник особых поручений при главноначальствующем на Кавказе. Скончался в Москве и был похоронен в Алексеевском монастыре.[36]
- Андрей (1863—1915), подольский уездный предводитель дворянства в 1899—1915 гг., действительный статский советник (с 1911 года), удостоенный в 1913 году придворного звания «в должности егермейстера». С 1888 года был женат на княжне Марии Владимировне Щербатовой (1864—1921), дочери саратовского губернатора В. А. Щербатова, троюродной сестре М. Ю. Лермонтова.[37] Их сыновья Михаил и Андрей погибли на фронте в августе 1914 года, после чего супруги Катковы в память о них построили храм Спаса Преображения на Братском кладбище. Потомки другого сына, Петра Андреевича, до сих пор проживают в Пензенской и Саратовской областях.
- Варвара (8 апреля 1855 года—26.06.1904) — была фрейлиной высшего двора, а затем состояла в браке с дипломатом и литератором князем Львом Владимировичем Шаховским (1849—1897).
- Софья (род. 4 февраля 1858 года) — замужем за А. Р. Энгельгардтом.
- Наталья (род. 12 марта 1859 года) — замужем за камергером М. М. Иваненко. Одна из её дочерей, Ольга Михайловна — жена одного из главных руководителей Белого движения, барона П. Н. Врангеля
- Ольга (22 июня 1865 года—1907) — замужем за графом Глебом Дмитриевичем Толстым. По поводу их брака С. В. Энгельгардт писала в 1888 году: «С. П. Каткова в восторге. Дочь её Ольга выходит замуж за сына министра Толстого. Он глуп, как пробка, но зато Толстой и богач. А она добрая мама, любит детей, но всякий смотрит на счастье со своей точки зрения»[38].
- Александра (род. 22 июня 1865 года)
- Мария (1869—1953) — замужем за А. П. Роговичем.

## Труды
- Катков М. Н. Идеология охранительства / Составление, предисловие и комментарии: Климаков Ю. В. / Отв. ред. О. Платонов. — М.: Институт русской цивилизации, 2009. — 800с. ISBN 978-5-902725-18-3
- Катков М. Н. Империя и крамола. Составление, послесловие и комментарии М. Смолина (редактор) и Ф. Селезнёва. — М.: ФИВ, 2012. — 432 с. ISBN 978-5-91399-006-8
- Катков М. Н. Собрание сочинение в 6 томах. Составители: А. Н. Николюкин, Т. Ф. Прокопов. Редактор А. Н. Николюкин.— М.: Росток, 2011—2012. (В шестом томе представлены прижизненные и первые посмертные полемические публикации, а также мемуарные очерки современников о личности и творчестве М. Н. Каткова).
- Катков М.Н. Твёрдая власть. Записки русского патриота. — М.: Родина, 2023. — 198 с. ISBN 978-5-00222-082-3